# Newsjacking
Newsjacking – czyli „wykorzystywanie bieżących informacji ze świata w komunikacji marki”. Przez wielu badaczy określany również jako Real Time Marketing. Obejmuje spontaniczne działania marketingowe, które powstają w wyniku reakcji na niezaplanowane wydarzenia. Jej rodzimym miejscem są media społecznościowe, które umożliwiają tworzenie działań reklamowych w czasie rzeczywistym. Jest narzędziem content marketingu.
Newsjacking to tworzenie angażujących, kreatywnych treści, które mają przyciągnąć i utrzymać uwagę odbiorcy, a w konsekwencji skłonić do zakupu dobra. Najczęściej tworzone maksymalnie kilka godzin po wydarzeniu i publikowane w mediach społecznościowych, które dają twórcom więcej możliwości reklamowych. Należy jednak zaznaczyć, że media społecznościowe są jedynie narzędziem, a działanie w czasie rzeczywistym sposobem myślenia. 
Do przekazów w czasie rzeczywistym chętnie wybierane są wydarzenia sportowe, ze sceny politycznej, kulturowe czy społeczne. Równie często jako odniesienia do newsjackingu wybiera się wykorzenia związane z osobami publicznymi, virale internetowe czy memy. Pod żadnym pozorem nie wolno wykorzystywać do celów marketingowych wydarzeń tragicznych ani narażać dobrego imienia osób. Niewłaściwie użyty newsjacking może bardzo niekorzystnie wpłynąć na wizerunek firmy.

## Kluczowe czynniki newsjacking
- Szybkość reakcji – kluczowa wartość dla sukcesu akcji,
- Dbałość o szczegóły – przekaz powinien być dopracowany, szybkość nie może zaważyć na jakości,
- Strategia – działania w czasie rzeczywistym powinny być dopasowane do ogólnej strategii marki,
- Inteligencja i wyczucie – przekaz nie może być banalny, w tej strategii kluczowym jest dobór środków i kreatywność twórcy,
- Dostosowanie do grupy docelowej – post czy reklama tworzony w czasie rzeczywistym powinien być dostosowany do targetu marki,
- Pozytywne emocje – działania w czasie rzeczywistym powinny wywoływać pozytywne emocje, które wypłyną pozytywnie na wizerunek firmy, często wykorzystując do tego humor i podteksty.

## Typy działań w czasie rzeczywistym
- Spontaniczne działania wywołanie nieoczekiwanymi wydarzeniami.
- Zaplanowane działania marketingowe będące komentarzem do wcześniej zaplanowanych wydarzeń.

## Zalety
Do głównych zalet strategii zalicza się przed wszystkim dbanie o dobry wizerunek marki. Tworząc przekazy w czasie rzeczywistym firma bezpośrednio zaznacza, że interesuje się wydarzeniami ze świata (rzeczywistego i wirtualnego), które jej konsumenci mogą uważać za insertujące. Dodatkowo przekazy komentujące inne wydarzenia wyróżniają się na tle innych, mają mniejszy współczynnik komercyjny, ponieważ nie jest to bezpośrednie zachęcenie do kupna towaru czy usługi. Przekazy tego typu są dużo przychylniej odbierane przez użytkowników internetu, co w konsekwencji wpływa na wzrost skłonności do udostępniania i komentowania takiego postu. Działania rea time marketingowe mają zdolność do wirusowego rozprzestrzeniania (stania się viralem, czyli treścią marketingu wirusowego). Przedkłada się to przede wszystkim na uzyskaną przez markę sprzedaż. „Wygrywają tylko ci, którzy są na bieżąco”, bo pozytywna interakcja z odbiorcami produktu, może zdecydowanie bardziej się opłacić, niż tworzenie czasochłonnych, tradycyjnych kampanii reklamowych.

## Wzrost popularności strategii
Za punkt zwrotny w historii newsjacking i wzrost popularności strategii uważa się reklamę Oreo, która została opublikowana podczas finałów SuperBowl w 2013 roku. Marka wykorzystała awarię prądu do stworzenia komunikatu w czasie rzeczywistym. Oreo dostrzegło potencjał reklamowy sytuacji i opublikowało reklamę, która była komentarzem do wydarzenia. Grafika opatrzona hasłem reklamowym “You can still dunk in the dark” miała ona ponad 16 tysięcy retweetów i 400 mln impresji. Od tego momentu wydarzenia w czasie rzeczywistym zaczęto wykorzystywać niemal na masową skalę do tworzenia reklam. Aktualnie wiele marek wykorzystuje strategię newsjacking do kreatywnej promocji swojego asortymentu. 

## Marki, które chętnie wykorzystują newsjacking
- IKEA
- Oreo
- Samsung
- Żywiec
- Lidl